# Parc national de Mpem et Djim
Le parc national du Mpem et Djim est un parc national situé en Afrique centrale, au Cameroun. Créé le 12 mai 2004 par décret du premier ministre d'alors Peter Mafany Musonge, ce site naturel se trouve dans la région du Centre, dans le département du Mbam-et-Kim. Placé sous l'autorité du ministre des forêts et de la faune les objectifs ayant trait à la création de cette aire protégée sont de plusieurs ordres : la consolidation des aires protégées du Cameroun, un maintien durable de la zone écotone d'importance pour les espèces de la forêt et de la savane, la préservation du potentiel nécessaire de l'écosystème, du réseau hydraulique et de l'habitat des espèces. Par ailleurs, il s'agit aussi de promouvoir les sources potentielles de revenus dues à l'écotourisme afin d'améliorer le bien-être socio-économique des populations souveraines.

## Localisation
Le parc national s'étend sur 97 480 ha ; il est limité au Nord par la rivière Métir et la rivière Dji, sur une distance de (23 km) ; à l'Est par la rivière Djim et la Linké sur une distance de (3,8 km), puis du Djim et sa confluence Pasa sur (20,5 km) et toujours du Djim et de sa confluence Kam - Kata sur 36,8 km; au Sud par la rivière Djim et sa confluence Mpem sur (17,3 km), puis de la rivière Mpem et sa confluence Mbi sur (33 km); ; à l'Ouest par la rivière Pi et sa confluence Mé sur (10,9 km), puis la rivière Pi sur (18,1 km). Le parc se situe à une distance d'environ 200 km de Yaoundé.

## Relief
Le parc se situe à une altitude moyenne de 640 m. On observe une dénivellation allant de la partie Sud-Ouest (800 m) vers le Nord-Est (560 m). Cependant, dans la partie Nord, se dresse une importante chaîne montagneuse qui culmine jusqu'à une hauteur 1293 m, constituant même le pied du plateau de l'Adamaoua. 

## Climat
Le climat du parc est de type soudanéen, on trouve une saison sèche allant du mois de novembre au mois d'avril et une saison pluvieuse allant du mois de mai au mois d'octobre.

## Faune
La faune de la réserve est assez diversifiée et elle se compose principalement des éléphants, des chimpanzés, buffles, hippopotames. En 2014, un recensement fait état d'environ soixante-seize espèces de mammifères différentes, cela correspond à 58 % des 129 mammifères recensés dans le territoire national camerounais.
En avril 2019, deux lions y ont été découverts.

## Végétation
La végétation est assez riche et dense, on y retrouve des paysages assez distincts tels les savanes de type guinéenes et soudano-guinéennes, les prairies marécageuses, les galeries forestières, les prairies, les forêts denses. On y retrouve aussi certains écosystèmes tels les îlots floristiques et un zoo botanique.

## Hydrographie
Le parc tire son nom des principaux cours d'eau qui l'arrosent. Il s'agit du Mpem et du Djim. Ces deux cours d'eau sont très denses et prennent leurs sources dans le bassin de la Sanaga-Maritime.

### Difficultés
Le parc est protégé par les écogardes, il s'agit de personnes spécialisées dans la protection de la faune. Ceux-ci suivent des stages axé sur la lutte contre le braconnage et le suivi écologique. En effet, le Cameroun dispose de plusieurs structures de formations parmi lesquelles l'école de faune de Garoua, le centre de formation spécialisé de Myere situé à proximité du parc national du Mbam et Djerem. Parmi les difficultés liées au bon fonctionnement du parc on trouve l'absence d'un plan d'aménagement, l'absence du matériel de travail pour le personnel du parc et le manque de partenaires extérieurs. Le parc fait face de façon continue aux activités illégales de braconnage et de déboisement. Les campagnes récurrentes de sensibilisations auprès des populations et riverains contribuent à réduire tant bien que mal ces activités illégales.